# Loch Awe
Loch Awe i Argyll and Bute er den længste indsø i Skotland, 37 km lang, 1,5 km bred, 32 meter over havet, og er ved floden Awe forbundet med Loch Etive. Ved søens nordøstlige ende ligger på en ø ruiner af borgen Kilchurn.
56°17′52″N 5°14′06″V / 56.29778°N 5.23500°V